# هربرت ولكوت بوين
هربرت ولكوت بوين (بالإنجليزية: Herbert Wolcott Bowen)‏ هو دبلوماسي ومحامي وشاعر أمريكي، ولد في 29 فبراير 1856 في بروكلين في الولايات المتحدة، وتوفي في 29 مايو 1927.